# ディードルフ
ディードルフ (ドイツ語: Diedorf) は、ドイツ連邦共和国バイエルン州シュヴァーベン行政管区のアウクスブルク郡に属す市場町である。

## 地理

### 位置
この町はアウクスブルクの西約 8 km に位置している。シュムッター川が町域を貫いて流れている。

### 自治体の構成
この町は8つのゲマインデタイル（地理上の地区）で構成されている。
- アンハウゼン
- ビーブルク
- ディードルフ
- ハウゼン
- クレッペン
- ノイデック
- オッゲンホーフ
- ヴィリスハウゼン

これらは、ディードルフ、アンハウゼン、ビーブルク、デュードルフ、ヴィリスハウゼンの5つのゲマルクング（行政/統計上の管区）に分けられる。

## 歴史

### 町の成立まで
ディードルフは1056年に初めて文献に記録されている。この集落は13世紀に断絶するまでディードルフ領主家の所領であった。1264年にアウクスブルクのドミニコ会聖カタリナ修道院が帝国元帥ハインリヒ・フォン・パッペンハイムとその妻からディードルフの所領と代官権を購入した。1579年には修道院が村の領主として記録されている。世俗化後この村はバイエルン王国に属した。

### 19世紀以降
ディードルフは、1860年に独立した教区となった。
この町は1996年3月2日に市場町に昇格した。
シュムッタータール＝ギムナジウム・ディードルフは2010年に創建された。

### 町村合併
バイエルン州の地域再編に伴い、1978年5月1日にアンハウゼン、ビーブルク、ヴィリスハウゼンがディードルフに合併した。

## 住民

### 人口推移
1988年から2018年までの間にこの市場町の人口は、7,600人から10,469人まで、2,869人、約 37.8 % 増加した。2023年4月3日のディードルフの人口は11,155人である。

## 行政

### 首長
2014年からペーター・ヘッグ (Wir für Diedorf) が町長を務めている。彼は2020年3月15日の町長選挙で 53.4 % の支持票を獲得して選出された。前任者はオットー・フェルクであった（1990年-2014年）。

### 議会
ディードルフの町議会は24議席からなる。

### 姉妹自治体
ディードルフは以下の自治体と姉妹自治体関係にある:
- ボンシャン＝レ＝ラヴァル（フランス語版、英語版）（フランス、マイエンヌ県）1991年
- ベルナルティツェ（チェコ語版、英語版）（チェコ、オロモウツ州）

### 紋章
図柄: 赤地と銀地に左右二分割。下部に銀と青に左右二分割で塗り分けられた波帯。向かって左は、8つの銀の刃が装着された半分の金の輪が分割線から見えている。向かって右は、1本の茎に2枚の葉と1輪の金の芯を持つ赤い紋章図案化されたバラが描かれている。
紋章の由来: 1978年に成立したこの町では、統合された旧自治体の要素を備えた紋章が必要とされた。カタリナの車輪は、1958年に制作された旧ディードルフの紋章の要素であった。これはドミニコ会聖カタリナ修道院領であったことにちなんだものである。茎のついたバラは、ヴィリスハウゼンのかつての紋章から採られた。やはり町域の領主であった司教の従者ヴェレンブルク家に由来する。この一門の家紋が紋章図案化されたバラであった。波帯は町域を流れるシュムッター川を表している。赤と銀の紋章の配色は、アウクスブルク司教領を象徴している。
この町の紋章と旗は、1979年9月27日にシュヴァーベン行政管区長官の認可を得た。

## 文化と見所
基礎課程・中等学校の敷地内に、アマチュア天文愛好家クラブが運営するディードルフ天文台がある。この天文台の近くにはベルリンの壁の一部が移設されている。

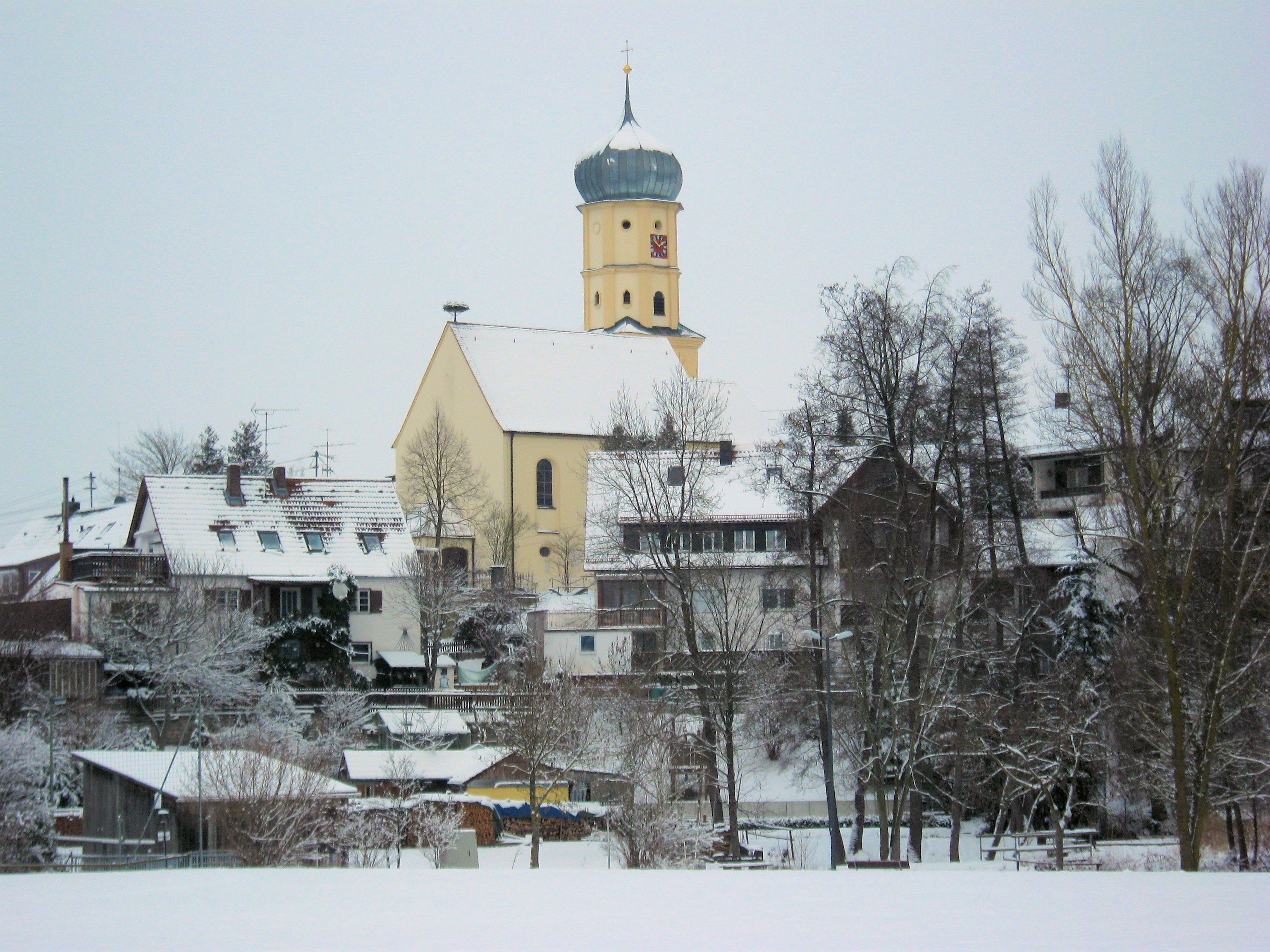
聖バルトロメウス教会

### 教会堂

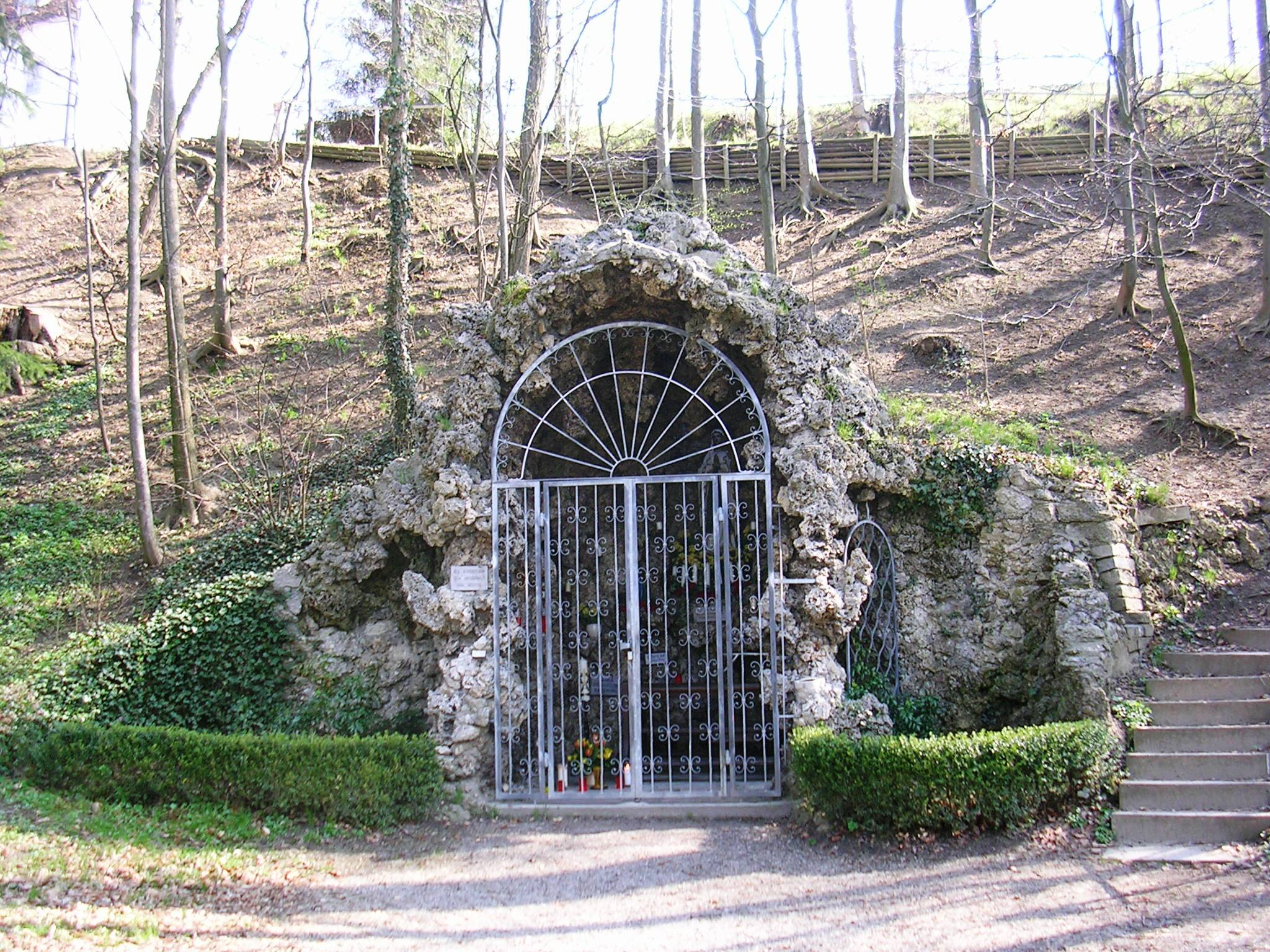
ディードルフのルルドのグロット

ディードルフ地区には4つの教会建築が存在する。
- カトリックの聖バルトメウス教会: 1736年に先代の教会に替えて建設された。古い教会塔（ドイツ語版、英語版）の低層部は、後期ロマネスク様式の先代建築のものである。塔の上層階には中世のフレスコの名残がある。聖バルトロメウス教会は、1967年まで教区教会であった。現在では結婚式に人気の教会である。
- カトリックのヘルツ・マリエ教会: ミンデルハイム（ドイツ語版、英語版）の建築家ヨーゼフ・ルーフの設計に基づき、1967年に完成した。この教会の平面は、人の心臓になぞらえた曲線に合わせられている。上層に向かうにつれて細くなる塔は高さ 76 m で、遠くからも見ることができる。これはディードルフで最も目立つ建物の1つである。
- カトリックの聖レオンハルトおよびヴォルフガング礼拝堂: 1766年に建設されたこの礼拝堂は、現在の連邦道 B300号線のすぐ近くにある。この建物はアウクスブルクの宮廷建築家イグナツ・パウルスによって設計された。内部のフレスコはフリドリン・コーラーによるもので、絵画「聖母と聖ヴォルフガングおよび聖レオンハルト」はフランツ・ヨーゼフ・マウハーの作品である。
- 福音主義＝ルター派のインマヌエル教会: 2005年12月4日完成。この教会は、多くのガラス面からなる透明な円形建築としてモダニズム様式で建設された。この教会は、リンデン通りのオイキテア劇場の隣にある。

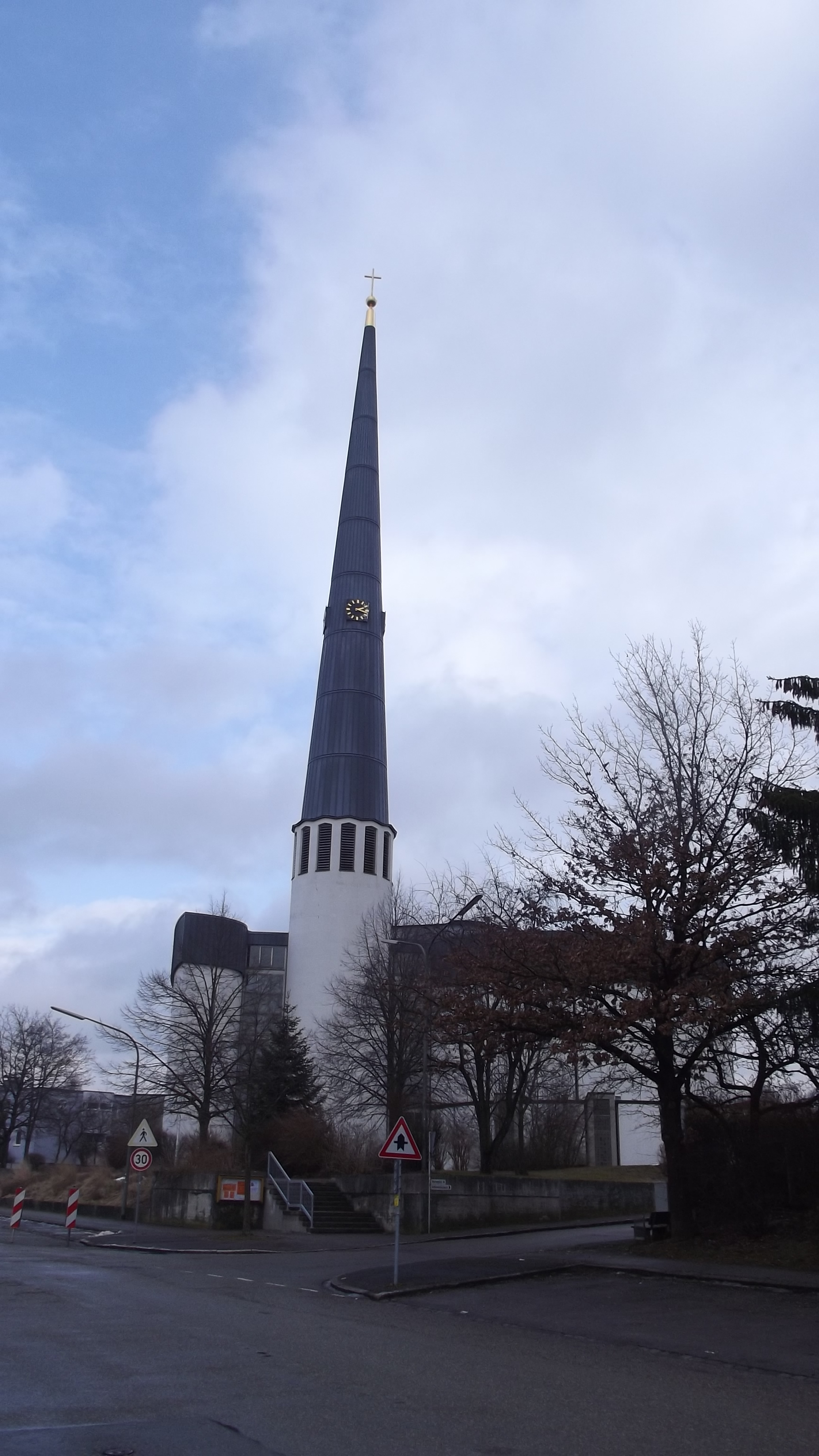
ヘルツ・マリエ教会

市民公園のルルドのグロットも見所である。これは、ディードルフのクラウス家の寄付により1908年に完成した。

### 国際仮面博物館
ディードルフの民営「国際仮面博物館」のコレクションには、あらゆる大陸や文化集団から約9000点以上の仮面が収蔵されている。

## 経済と社会資本

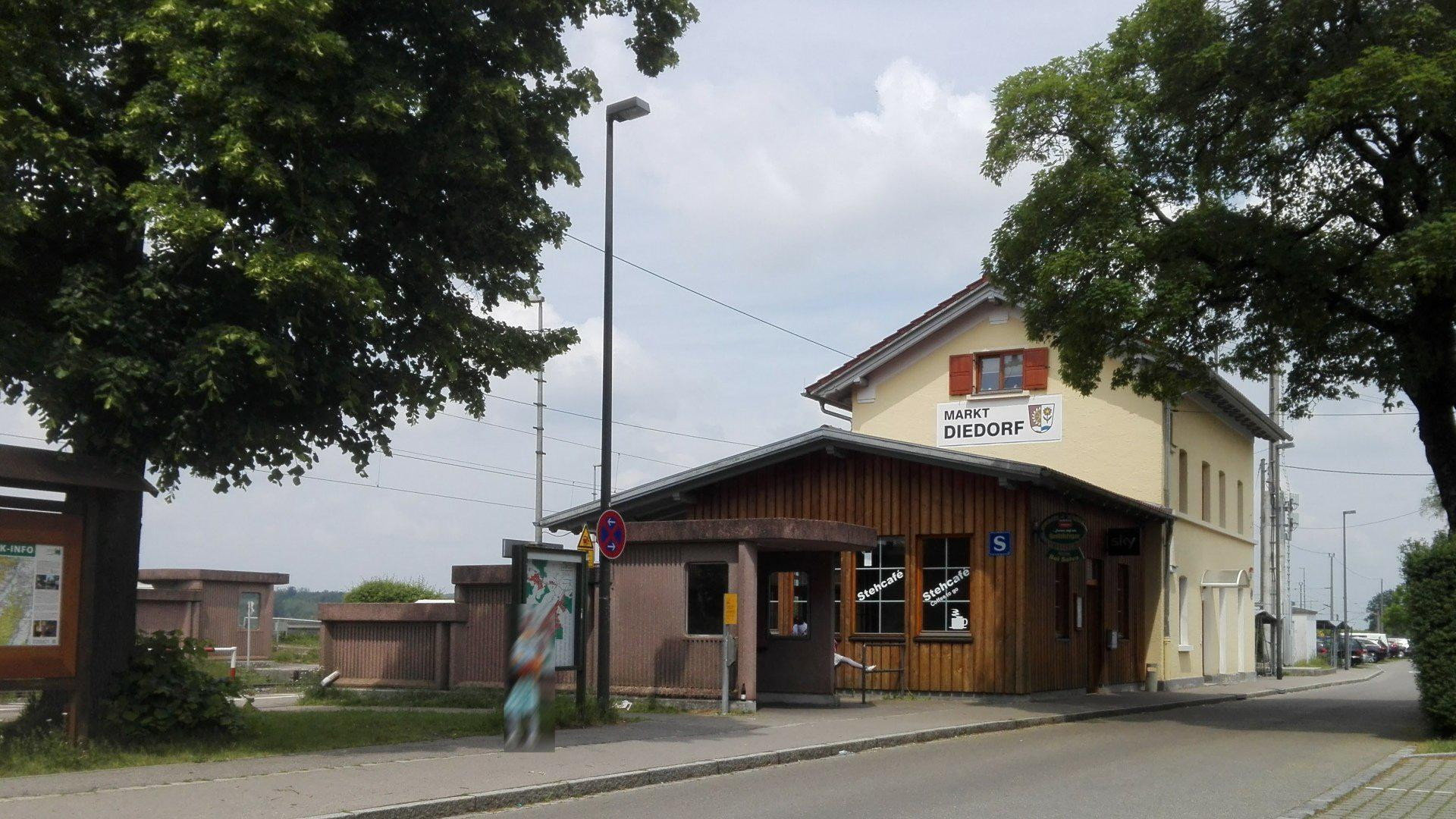
ディードルフ (シュヴァーベン) 駅

### 交通
1853年9月26日に、ディードルフを通る鉄道アウクスブルク - ウルム線のアウクスブルク - ディンケルシェルベン間がバイエルン・マクシミリアン鉄道の一部として開通した。マクシミリアン鉄道は、1854年5月1日にウルムからミュンヘンまでの全線が完成した。現在は、ディードルフ (シュヴァーベン) 駅から、レギオナルエクスプレス9号線（ウルム - アウクスブルク - ミュンヘン）とレギオナルバーン86号線（ディンケルシェルベン - アウクスブルク - ミュンヘン）が利用できる。これらはそれぞれ1時間間隔で運行しており、したがってディンケルシェルベンとアウクスブルクとの間は30分間隔で利用できる。
連邦道300号線がディードルフを通っている。交通量が多いため、数十年前から鉄道と並行するバイパス道路が計画されている。2018年10月現在、修正計画が進行中である。

### 教育
ディードルフには基礎課程・中等学校とギムナジウムがある。

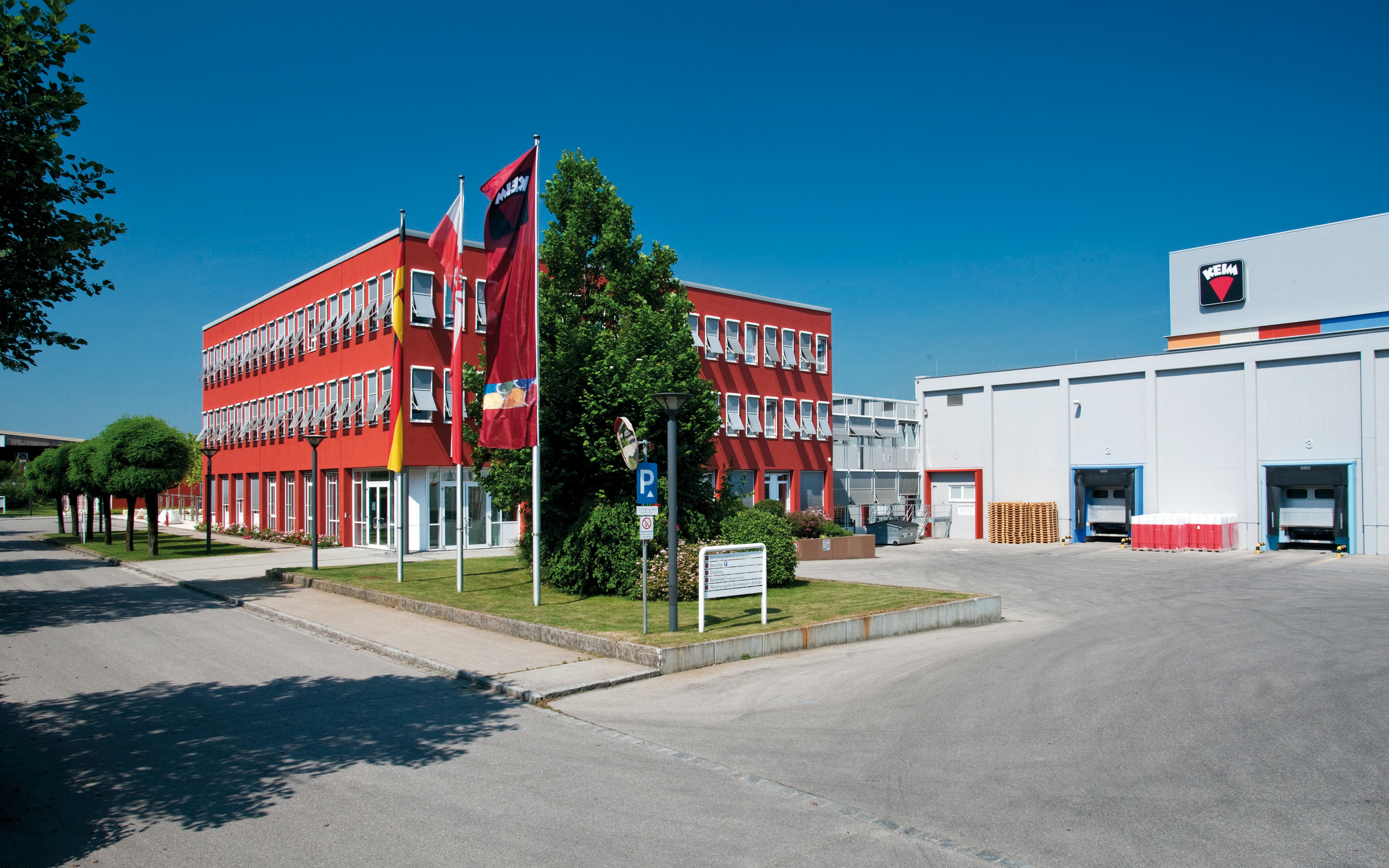
カイムファルベン社

### 経済
この町には約1000社の企業があり、このうち300社が多くの社員を雇用している。ディードルフに存在する比較的大きな企業は以下のものがある。
- キュール・グループ（ゴミ処理、リサイクル）
- カイムファルベン（シリカ塗料の製造）
- ボルシャイト + ヴェーニヒ（自動車の合成樹脂部品加工）
- ケンムラー・バウシュトフツェントルム（建築資材販売）
- アウトハウス・マイレールマン（自動車販売）
- ヌスバウム・ライゼン（バス会社）
- プロテコ（イベント・エージェンシー）
- ベーメ・イベントマーケティング
- シュースラー GmbH（輸送業）

## 人物

### 出身者
- ベルンハルト・ランガー（1957年 - ）プロゴルファー。アンハウゼン地区出身。